# Fileja

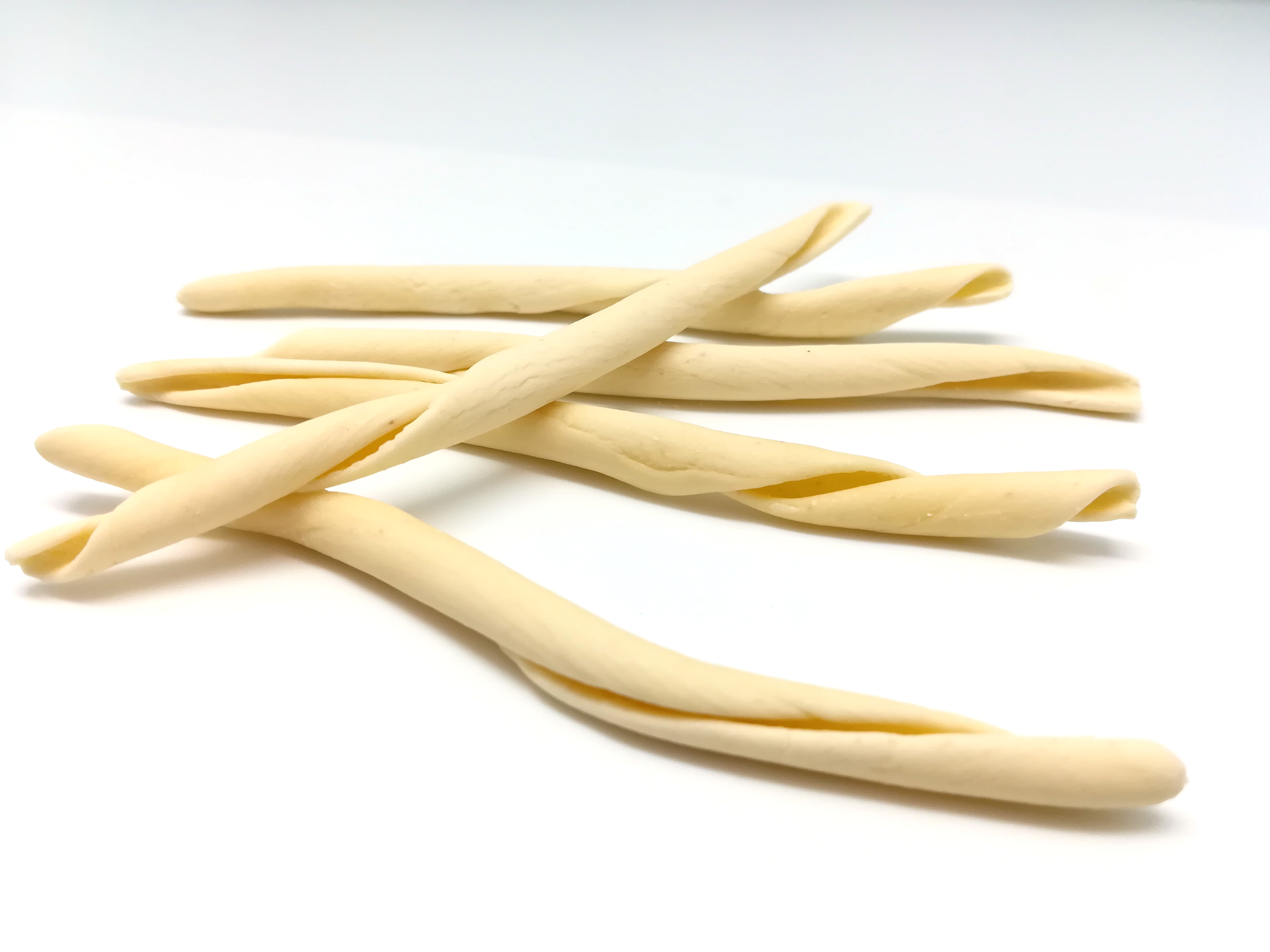
Fileja

Fileja (Aussprache [fɪˈlɛːja]) ist eine kalabresische Pasta aus der Provinz Vibo Valentia. Je nach Region werden sie auch maccarruni cu fierru, maccheroni al ferretto oder strangugghi genannt.

## Herstellung
Der Teig aus Hartweizengrieß und Wasser wird ausgerollt und zu ca. 10–20 cm langen und 0,5 cm dicken Würstchen geformt, die um ein 3–4 mm dickes Stöckchen (je nach Region dinaciulu, dinaculu, dinacu, filejo oder filej genannt) aus getrocknetem sparto (Halfagras) gewickelt werden, so dass ein Hohlraum entsteht. Das Stäbchen wird anschließend entfernt. Bei der industriellen Herstellung kommen Formen aus Bronze zum Einsatz.

## Gerichte
Ein klassisches Gericht ist Fileja con la ’nduja. Andere traditionelle Saucen zur fileja werden mit Auberginen, Bohnen, Kichererbsen oder Muscheln zubereitet.